# Épsilon Eridani
Ran es una estrella de la constelación de Eridanus. Está situada a unos 10,47 años luz de la Tierra, siendo una de las más próximas al sistema solar y la cuarta más próxima visible a simple vista. Es una estrella de la secuencia principal, de tipo espectral K2, muy parecida al Sol, con una masa de 0,83 masas solares, un radio de 0,895 radios solares y una luminosidad estelar de 0,28 veces la solar.
Su espectro óptico es muy variable, con muchas líneas espectrales de emisión. Tiene un campo magnético muy fuerte que gira aproximadamente cada 11 días. Su período de rotación es de 12 días. La razón para todo ello es su juventud: tiene solo 600 millones de años cuando nuestro Sol tiene 4600 millones.

## Sistema planetario
Tiene un planeta extrasolar que orbita a su alrededor, AEgir, descubierto en 2000 por un equipo de astrónomos dirigido por Artie Hatzes. 
Tiene una masa de 1,2 ± 0,33 la de Júpiter y está a una distancia de 3,3 UA de su estrella. Otros observadores, incluyendo Geoffrey Marcy requirieron más información sobre el efecto Doppler producido por el planeta sobre la estrella, al producir un campo magnético grande y que variaba. Su existencia había sido sospechada previamente por un equipo canadiense conducido por Bruce Campbell y Walker Gordon a comienzos de la década de 1990. En 2006, fue confirmada su existencia por el telescopio Hubble. En su órbita emplea 6,9 años y gira con una órbita muy excéntrica de e=0,702 que le hace acercarse a la estrella hasta 1,01 UA cosa que ocurrió en 2007, cuando se esperaba que el telescopio Hubble lo fotografiase, y se aleja hasta 5,77 UA.
Tiene dos nubes de polvo, descubiertas en 1988 y 2004, a una distancia similar a la del cinturón de asteroides y del cinturón de Kuiper del sistema solar, están en el mismo plano que AEgir por lo que se dice que Hubble ha confirmado que los planetas se forman del disco de polvo. Las perturbaciones en la nube hacen sospechar la existencia de otros nuevos planetas de masa 0,1 masa de Jupiter y que orbitan a 40 UA y 25 UA respectivamente pero que hasta la fecha no han sido confirmados.
Ran fue la estrella más cercana conocida a la Tierra con un planeta orbitando, hasta que en octubre de 2012 el ESO anunció el hallazgo de Alfa Centauri Bb.
| Planeta                | Masa           | Semieje mayor (UA) | Periodo orbital (días) | Excentricidad | Inclinación | Radio |
| ---------------------- | -------------- | ------------------ | ---------------------- | ------------- | ----------- | ----- |
| Cinturón de asteroides | 3 UA           | 3 UA               | 3 UA                   | 3 UA          | —           | —     |
| AEgir                  | 1.55 ± 0.24 MJ | 3.38–3.50          | 2,502–2,630            | 0.25–0.702    | ?           | ?     |
| Cinturón de asteroides | 20 UA          | 20 UA              | 20 UA                  | 20 UA         | —           | —     |
| Ran c (no confirmado)  | 0.1 MJ         | ¿40?               | 102,270                | 0.3           | ?           | ?     |
| Disco de polvo         | 35 — 100 UA    | 35 — 100 UA        | 35 — 100 UA            | 35 — 100 UA   | —           | —     |

## En la cultura
Épsilon Eridani aparece en el universo de las Fundaciones del escritor ruso-estadounidense Isaac Asimov. En la novela Los límites de la Fundación, Épsilon Eridani alberga al mundo llamado Comporellon, un planeta al borde de una edad de hielo y que se precia de ser el primero de la segunda oleada de colonización desde la Tierra, cuando fue bautizado como "Mundo de Benbaly", por alusión a un héroe mítico. Sin embargo, en el ciclo de Novelas del Robot, se identifica el primer mundo colonial como Baleyworld o Mundo de Bailey, por Bentley Bailey, hijo de Elijah Bailey, protagonista, con el robot  R. Daneel Olivaw, de dicha saga. 
En el universo de Star Trek, Épsilon Eridani también es conocida como Delta Orcus o Toredar, una estrella naranja a cuyo alrededor orbita el planeta Axanar, siendo ubicada en la vecindad d 61 Ursae Majoris, Sirio y el sistema Tau Ceti.
Dentro de la saga Halo, Épsilon Eridani cuenta con un sistema de ocho planetas (muchos de los cuales son habitados), entre los cuales se encuentra Reach, un centro militar del UNSC considerado la segunda fortaleza de la humanidad, planeta que fue finalmente cristalizado por la Flota de Justicia Particular del Covenant en el año 2552.
También se sitúa en este sistema, en el tercer planeta, la estación Babylon 5 de la serie del mismo nombre.